# Felix Pappalardi
Felix Pappalardi, egentligen Felix A. Pappalardi Jr., född 30 december 1939, död 17 april 1983, var en amerikansk musikproducent, låtskrivare, sångare och basgitarrist.
Pappalardis största framgångar som musikproducent var med den psykedeliska bluesgruppen Cream, där han gjorde sig berömd genom att producera succéskivan Disraeli Gears. Han var även basist och kompositör i rockbandet Mountain.